# Gare de Vincennes
Gare de Vincennes vasútállomás és RER állomás Franciaországban, Vincennes településen.

## Vasútvonalak
Az állomást az alábbi vasútvonalak érintik:
- Paris-Bastille-Marles-en-Brie-vasútvonal

## Kapcsolódó állomások
A vasútállomáshoz az alábbi állomások vannak a legközelebb:
- gare de Nation (Gare de Poissy, Gare de Cergy-le-Haut, Gare de Saint-Germain-en-Laye, A RER-vonal)
- Gare du Val de Fontenay (Gare de Marne-la-Vallée - Chessy, A RER-vonal)
- Gare de Fontenay-sous-Bois (Gare de Boissy-Saint-Léger, A RER-vonal)

## Lásd még
- Franciaország vasútállomásainak listája
- A RER állomásainak listája